# Sisinie al II-lea al Constantinopolului
Sisinie al II-lea (în greacă Σισίννιος, transliterat: Sisinnios; n.  ? – d. 24 august 998 d.Hr.) a fost un cleric ortodox grec, care a îndeplinit funcția de patriarh ecumenic al Constantinopolului între anii 996 și 998.

## Biografie
Conform cronicilor lui Ioan Skylitzes și Ioan Zonaras, Sisinie era o persoană foarte bine instruită, atât în chestiunile teologice, cât și în cele medicale, și fusese onorat cu rangul de magistros. Era laic atunci când a fost ales patriarh al Constantinopolului la 12 aprilie 996, ca succesor al lui Nicolae al II-lea Hrisoberghis (decedat la 16 decembrie 992), după ce scaunul fusese vacant timp de aproximativ trei ani și jumătate ca urmare a interesului mai ridicat al împăratului bizantin Vasile al II-lea Bulgaroctonul pentru războaiele împotriva bulgarilor decât pentru alegerea unui nou întâistătător al Bisericii.
Perioada păstoririi lui Sisinie a fost marcată de necesitatea rezolvării unor probleme de drept canonic precum căsătoria și divorțul, dar și de chestiuni politice precum extinderea jurisdicției Patriarhiei Constantinopolului. La 21 februarie 997, Sisinie a emis un tomos privind interzicerea căsătoriei între persoanele înrudite de gradul al cincilea sau al șaselea. Aceste reglementări sunt atestate curând în hotărârile judecătorești, dar par să fi provocat și o oarecare opoziție (Logos Antirrhetikos al lui Skribas Nikolaos, c. 1030/40). Patriarhului Sisinie i se mai atribuie alte două canoane despre interdicțiile legate de căsătorie, dar acestea sunt considerate false de către cercetătorii bisericești moderni. O notă ulterioară din cronica lui Skylitzes consemnează, de asemenea, că Sisinie a reușit în cele din urmă să pună capăt certurilor cu privire la canonicitatea celor patru căsătorii ale împăratului Leon al VI-lea Filozoful (d. 886–912).
Sisinie a trimis o scrisoare circulară către ceilalți patriarhi ai Bisericilor Răsăritene cu privire la pogorârea Sfântului Duh, în care a formulat acuzații împotriva Bisericii Romei, iar o copie a scrisorii este păstrată în biblioteca Sfântului Sinod al Patriarhiei Rusiei. A mai scris un tratat despre căsătorie și divorț conform înțelegerii ortodoxe, precum și lucrări hagiografice despre martirii Chiric și Iulita („Lauda în cinstea martirilor Chiric și Iulita”) și despre Sfântul Mihail din Chona („Cuvânt despre miracolele Sfântului Mihail din Khonakh”). În 997/998, el a emis un typikon cu privire la trimiterea mitropolitului Alaniei în mănăstirea patriarhală „Sf. Epifanie” din Kerasus. El a primit, de asemenea, trei scrisori de la clericul și diplomatul Leo al Synadei.
A murit la 24 august 998. Succesorul său în scaunul patriarhal a fost Serghie al II-lea al Constantinopolului, care a fost ales în 1001, după o vacanță de aproximativ trei ani.